# Głębinów
Głębinów (niem. Glumpenau) – wieś w Polsce położona w województwie opolskim, w powiecie nyskim, w gminie Nysa.
Łącznie ze Skorochowem tworzy wspólne sołectwo gminy Nysa. Skorochów zalicza się także do jednostki spisowej Głębinów w GUS, w której spis powszechny z 2011 roku odnotował 394 mieszkańców.
Wieś wypoczynkowa leży nad Jeziorem Nyskim, nad którym jest wiele ośrodków wypoczynkowych.
Najniższa część wsi, majątek ziemski Probsthof, została wysiedlona i zatopiona w 1971 roku kosztem budowy Jeziora Nyskiego (zaporowy zbiornik retencyjny na Nysie Kłodzkiej oddany do eksploatacji w 1972 roku).

## Nazwa
W księdze łacińskiej Liber fundationis episcopatus Vratislaviensis (pol. Księga uposażeń biskupstwa wrocławskiego) spisanej za czasów biskupa Henryka z Wierzbna w latach 1295–1305 miejscowość wymieniona jest w zlatynizowanej formie Glupenglow.

## Zabytki
Do wojewódzkiego rejestru zabytków wpisany jest:
- kościół par. pw. św. Urbana, z l. 1884-86.